# パオロ・バチガルピ
パオロ・バチガルピ（Paolo Bacigalupi、1972年 – ）は、アメリカ人SF作家である。
1972年アメリカコロラド州生まれ。オバーリン大学で学んだ。中国語を履修。
2006年にシオドア・スタージョン記念賞、2009年、2010年、2011年にローカス賞、2010年にネビュラ賞、2010年にヒューゴー賞、ジョン・W・キャンベル記念賞を受賞した。

## 主な受賞歴
- シオドア・スタージョン記念賞 2006年 (「カロリーマン」に対して）
- ローカス賞 ノヴェレット部門 2009年 （「第六ポンプ」に対して）
- ローカス賞 短編集部門 2009年 (『第六ポンプ』に対して）
- ネビュラ賞 長篇小説部門 2010年 (『ねじまき少女』に対して）
- ヒューゴー賞 長編小説部門 2010年 (『ねじまき少女』に対して）
- ローカス賞 第一長篇部門 2010年 (『ねじまき少女』に対して）
- ジョン・W・キャンベル記念賞 2010年 (『ねじまき少女』に対して）
- マイケル・L・プリンツ賞 2011年（『シップブレイカー』に対して）
- ローカス賞 ヤングアダルト部門 2011年 (『シップブレイカー』に対して）
- 星雲賞 海外長編部門 2012年（『ねじまき少女』に対して）
- 星雲賞 海外短編部門 2013年（『ポケットの中の法』に対して）

## 主な著書

### 長編
- en:The Windup Girl (2009) 『ねじまき少女』
- en:Ship Breaker (2010) 『シップブレイカー』
- en:The Drowned Cities (2012)

### 短編集
- Pump Six and Other Stories (2008) 『第六ポンプ』

### ノヴェラ（中長編）
- en:The Alchemist (2011)[2]「錬金術師」

### 短編
- "Pocketful of Dharma" (1999) 「ポケットのなかの法」
- "The Fluted Girl" (2003) 「フルーテッド・ガールズ」
- "The People of Sand and Slag" (2004) 「砂と灰の人々」
- "The Pasho" (2004) 「パショ」
- "The Calorie Man" (2005) 「カロリーマン」
- "The Tamarisk Hunter" (2006) 「タマリスク・ハンター」
- "Pop Squad" (2006) 「ポップ隊」
- "Yellow Card Man" (2006) 「イエローカードマン」
- "Softer" (2007) 「やわらかく」
- "Small Offerings" (2007)
- "Pump Six" (2008) 「第六ポンプ」
- "The Gambler" (2008) 「ギャンブラー」

## 日本語訳された作品
- 『ねじまき少女<上・下>』ハヤカワ文庫SF、田中一江・金子浩共訳、早川書房、2011年
- 『第六ポンプ』新☆ハヤカワ・SF・シリーズ、中原尚哉・金子浩訳、早川書房、2012年
- 『シップブレイカー』ハヤカワ文庫SF、田中一江訳、早川書房、2012年
- 「ギャンブラー」S-Fマガジン掲載、古沢嘉通訳、早川書房、2011年
- 「錬金術師」S-Fマガジン掲載、田中一江訳、早川書房、2012年